# Dendronephthya elegans
Dendronephthya elegans is een zachte koraalsoort uit de familie Nephtheidae. De koraalsoort komt uit het geslacht Dendronephthya. Dendronephthya elegans werd in 1908 voor het eerst wetenschappelijk beschreven door Harrison. 